# Ujong Raja
Ujong Raja is een bestuurslaag in het regentschap Aceh Barat van de provincie Atjeh, Indonesië. Ujong Raja telt 174 inwoners (volkstelling 2010).